# 冬鄂错
冬鄂错是一个位于中国青海省久治县的湖泊，面积约为3.5平方千米。